# NK Jezero Medvode
Nogometni klub Jezero Medvode (tiếng Việt: Câu lạc bộ bóng đá Jezero Medvode), thường hay gọi NK Jezero Medvode hoặc đơn giản Jezero Medvode, là một câu lạc bộ bóng đá Slovenia đến từ Medvode, chỉ thi đấu ở các giải trẻ. Câu lạc bộ được thành lập năm 1973.

## Danh hiệu
- Giải bóng đá hạng tư quốc gia Slovenia: 1

2012-13